# Marie-Simone Capony
Marie-Simone Capony, née le 14 mars 1894 à Charlieu (Loire) et morte le 15 septembre 2007 à Cannes (Alpes-Maritimes), enseignante à la retraite, fut la doyenne de France du 12 août 2006 au 15 septembre 2007, après la mort - à 114 ans - de la précédente doyenne, Camille Loiseau.
Elle était la deuxième doyenne d'Europe, mais au moment de son décès, causé par une crise cardiaque, elle était la cinquième personne la plus âgée du monde. Aînée d'une fratrie de neuf frères et sœurs, elle en était cependant la dernière survivante. Son fiancé tué au début de la Première Guerre mondiale, elle ne s'était jamais mariée et n'avait pas eu d'enfant.
Mlle Capony ne pouvait plus marcher, depuis ses cent ans, à la suite d'une opération du col du fémur, mais restait relativement en bonne santé pour son âge très avancé, bien que souffrant de surdité et d'un début de cécité. Conservant selon sa famille une forte personnalité, elle avait toujours refusé d'aller en maison de retraite, souhaitant rester dans le petit appartement qu'elle louait sur les hauteurs de Cannes.